# Galaxia 7
Galaxia 7 is een videospel uit 1988 voor de Commodore 64. Het spel werd ontwikkeld door Smiley Software en uitgebracht door The Power House. Het spel is Engelstalig.